# Eugenio Casali
Eugenio Narciso Casali fue un futbolista argentino, quien jugaba como defensa, principalmente como lateral derecho pero en ocasiones actuaba como defensor central destacándose siempre en los equipos para los que jugó, principalmente con el Atlético Bucaramanga de Colombia y el Independiente Medellín, equipos en los que es considerado uno de los máximos ídolos históricos.

Su nieta es la publicista y locutora Juliana Casali que desde 2006 se radicó en Colombia. Ha trabajo para las emisoras La Mega y Radioactiva. Además de los canales televisivos Canal 13 y Win Sports.

## Trayectoria
Llegó para el Atlético Bucaramanga en 1956, provenía de las divisiones inferiores de Ferrocarril Oeste y jugó también para el Deportivo Cali, Independiente Medellín, Atlético Nacional y Deportes Quindío. Sus principales virtudes: excelente en la marca, infatigable en la recuperación del balón y en la entrega del mismo. Gran cabeceador, elástico en el salto y oportuno en el despeje.

## Clubes
| Club                         | País      | Año       |
| ---------------------------- | --------- | --------- |
| Ferrocarril Oeste            | Argentina | 1952-1954 |
| Independiente de Avellaneda  | Argentina | 1954-1955 |
| Club Atlético Talleres (RdE) | Argentina | 1955-1956 |
| Atlético Bucaramanga         | Colombia  | 1956-1961 |
| Deportivo Cali               | Colombia  | 1962-1963 |
| Independiente Medellín       | Colombia  | 1964      |
| Atlético Nacional            | Colombia  | 1965-1966 |
| Deportes Quindío             | Colombia  | 1967      |
| Independiente Medellín       | Colombia  | 1967-1969 |

## Palmarés
Dos terceros lugares con Atlético Bucaramanga, uno con el Deportivo Cali y un subcampeonato con Atlético Nacional. Nunca tuvo la oportunidad de dar una vuelta olímpica.

## Vida privada y años posteriores al retiro
Eugenio Casalli se casó en Bucaramanga, en los años de su llegada, con la colombiana Gloria Mattos, y tuvieron tres hijos: Gustavo Eugenio, Carlos Fernando y María Silvia; uno de ellos nació en Buenos Aires y los otros dos, en Colombia. Falleció en 4 de enero de 2012 afectado desde los 69 años por la Enfermedad de Alzheimer.